# Sandjar Ahmadi
Pour les articles homonymes, voir Ahmadi (homonymie).
Sandjar Ahmadi (Dari :iسنجر احمدی), né le 10 février 1992 à Kaboul en Afghanistan, est un footballeur international afghan qui joue actuellement pour le Hamm United FC en Allemagne et l'équipe nationale d'Afghanistan.
Il marque un doublé contre le Sri Lanka lors du championnat SAFF 2011 (en), ce qui aide l'équipe nationale à gagner 3-1. À 21 ans, Ahmadi est l'un des meilleurs joueurs de l'équipe nationale d'Afghanistan. Il marque le but gagnant contre le Laos lors des éliminatoires de l'AFC Challenge Cup. Il marqué contre le Pakistan lors d'un match amical le 20 août 2013. Il marque le but gagnant contre le Népal lors du championnat SAFF 2013 pour emmener son pays en finale. En finale, il marque le but gagnant contre l'Inde pour offrir à son pays sa toute première victoire en tournoi de la FIFA. L'équipe reçoit 50 000 dollars américains pour sa victoire. Dans une interview avec le capitaine afghan Zohib Islam Amiri, Amiri déclare : « C'est un grand joueur, et nous n'aurions pas pu gagner sans lui ».

## Jeunesse
Sandjar Ahmadi est né à Kaboul, en Afghanistan, puis avec sa famille, il déménage en Allemagne et vit maintenant à Hambourg. Il n'a que sept ans lorsqu'il commence à jouer au football.

## Carrière en club
Ahmadi commence sa carrière au SC Vier- und Marschlande (de) en Oberliga d'Hambourg. Il porte le numéro 12. C'est un ailier mais il peut aussi jouer comme attaquant central.

### Mumbai FC
Sandjar Ahmadi marque 2 buts en 9 matchs pour Mumbai FC en I-League, Dans une interview, il révèle viser le titre en I-League avec le Mumbai FC.

## Statistiques de carrière du club
Dernière mise à jour : 14 mai 2013
| Performances en club | Performances en club     | Performances en club | Ligue       | Ligue | Coupe       | Coupe     | Coupe de la Ligue | Coupe de la Ligue | Continental | Continental | Total       | Total |
| Saison               | Club                     | Ligue                | Apparitions | Buts  | Apparitions | Buts      | Apparitions       | Buts              | Apparitions | Buts        | Apparitions | Buts  |
| Allemagne            | Allemagne                | Allemagne            | Ligue       | Ligue | DFB-Pokal   | DFB-Pokal | Autre             | Autre             | Europe      | Europe      | Total       | Total |
| -------------------- | ------------------------ | -------------------- | ----------- | ----- | ----------- | --------- | ----------------- | ----------------- | ----------- | ----------- | ----------- | ----- |
| 2011–12              | SC Vier- und Marschlande | Oberliga Hambourg    | 29          | 3     | -           | -         | -                 | -                 | -           | -           | 29          | 3     |
| 2012-13              | SC Vier- und Marschlande | Oberliga Hambourg    | 23          | 4     | -           | -         | -                 | -                 | -           | -           | 23          | 4     |
| Total                | Pays                     | Pays                 | 52          | 7     | -           | -         | -                 | -                 | -           | -           | 52          | 7     |
| Total en carrière    | Total en carrière        | Total en carrière    | 52          | 7     | -           | -         | -                 | -                 | -           | -           | 52          | 7     |

## Buts internationaux
Les scores et les résultats indiquent en premier le décompte des buts de l'Afghanistan.
| #  | Date              | Lieu                                               | Adversaire       | Score | Résultat | Compétition                            |
| -- | ----------------- | -------------------------------------------------- | ---------------- | ----- | -------- | -------------------------------------- |
| 1. | 5 décembre 2011   | Stade Jawaharlal Nehru, Delhi, New Delhi           | Sri Lanka        | 1 –1  | 3–1      | Championnat SAFF 2011                  |
| 2. | 5 décembre 2011   | Stade Jawaharlal Nehru, Delhi, New Delhi           | Sri Lanka        | 2 –1  | 3–1      | Championnat SAFF 2011                  |
| 3. | 6 mars 2013       | Stade national du Nouveau Laos, Vientiane          | Laos             | 1 –1  | 1–1      | Qualification Coupe Challenge AFC 2014 |
| 4. | 20 août 2013      | Stade de la Fédération afghane de football, Kaboul | Pakistan         | 1 –0  | 3–0      | Amical                                 |
| 5. | 8 septembre 2013  | Stade Dasarath Rangasala, Katmandou                | Népal            | 1 –0  | 1–0      | Championnat SAFF 2013                  |
| 6. | 11 septembre 2013 | Stade Dasarath Rangasala, Katmandou                | </img> Inde Inde | 2 –0  | 2–0      | Championnat SAFF 2013                  |

## Palmarès
Afghanistan
- Championnat SAFF : 2013